# Flekkefjord
Flekkefjord es un municipio y pueblo en la provincia de Agder, Noruega.
El municipio de Flekkefjord fue establecido el 1 de enero de 1838. Los municipios rurales de Bakke, Gyland, Hidra, y Nes fueron unidos con Flekkefjord el 1 de enero de 1965.
Flekkefjord está en el extremo oeste de la región de Sørlandet. El municipio limita con Sokndal y Lund en el condado de Rogaland por el oeste, con Sirdal hacia el norte, y por Kvinesdal hacia el este.
El centro del municipio se encuentra cerca de la autopista europea E39, queda en la mitad entre Kristiansand y Stavanger. Adicionalmente existen las poblaciones de Sira, Gyland, Rasvåg y Kirkehavn.

## Información general

### Nombre
El nombre proviene de la designación del fiordo y este a su vez hace referencia al prado antiguo denominado Flikka (Old Norse Flikkar). El significado del nombre es desconocido.

### Escudo
El escudo fue asignado en 1855. La propuesta original de 1855 mostraba un bote piloto en el mar, representado en forma muy natural con colores naturales. La forma actual del bote y el escudo más correcto desde el punto de vista heráldico se remontan a 1899.

## Geografía
El pueblo de Flekkefjord se encuentra a la vera del seno angosto que conecta el Flekkefjord con el Grisefjord. El puerto es ideal a causa de la pequeña diferencia que hay entre la bajamar y la pleamar del sitio. Esto se debe a la cercanía con el punto amfidrómico fuera de Eigersund.

## Historia
Numerosas veces a lo largo de la historia Flekkefjord ha sido un sitio de desembarco. Ya en registros de 1580 se lo menciona como un poblado. En 1589, Jacobo VI de Escocia desembarcó allí antes de viajar por tierra pasando por Tønsberg hacia Oslo, donde contrajo matrimonio con la princesa Ana de Dinamarca, hija de Federico II. Cuando en 1641 se fundó Kristiansand, Cristián IV quería asegurar que su ciudad nueva sobreviviera económicamente por lo que hizo trasladar a los pobladores de Flekkefjord hacia allí. Dos veces Flekkefjord fue sentenciado a extinción mediante reales decretos. Pero muchos de los habitantes de Flekkefjord permanecieron en la zona y continuaron con el comercio.
La abundancia de roca en Noruega fue motivo de progreso para Flekkefjord. Los registros indican que en 1736 más de 300 barcos neerlandeses transportaron adoquines de calles desde Flekkefjord. Hacia 1750 la pesca del arenque alcanzó gran relevancia, de manera tal que el arenque y la madera dominaron el comercio. En la década de 1750 Flekkefjord era el puerto de exportación de arenque más importante de Noruega .
En 1760 Flekkefjord le solicitó a Federico V que le otorgara un carta puebla. En esa época había varios barcos que tenían su base allí y tanto los marineros y pescadores de arenque tenían sus hogares en este pequeño pueblo que no contaba con reconocimiento oficial. La fabricación de toneles era también otra importante actividad comercial local que se complementaba con la actividad de la flota pesquera.
Durante las guerras napoleónicas Flekkefjord se convirtió en un puerto de contrabandistas, exportando roble a Holanda que estuvo ocupada por Napoleón con anterioridad a 1807. La especial condición de las mareas, la abundancia de madera local, y una larga relación con los neerlandeses fueron las razones por las cuales Flekkefjord se convirtió por esta época en la base de los contrabandistas. Se especializaron en el lucrativo comercio de roble, la madera con la cual se fabricaban los barcos de guerra por aquellos días. Los barcos pudieron llegar y salir de Flekkefjord a cualquier hora del día sin tener que preocuparse por las mareas. 
Antes de 1807, Dinamarca-Noruega habían aplicado una política de neutralidad armada, utilizando sus fuerzas navales solo para proteger las rutas comerciales que atravesaban las aguas de Dinamarca y Noruega. Pero durante la última fase de las guerras napoleónicas esto cambió cuando, en la Batalla de Copenhague en 1807, de manera precautoria los británicos capturaron una parte grande de la flota danesa para prevenir que los franceses hicieran lo mismo. Como consecuencia el gobierno danés declaró la guerra y construyó cañoneros para atacar a los británicos. La guerra de las Cañoneras (1807–1814) se denominó a este conflicto naval entre Dinamarca-Noruega contra la armada del Reino Unido. En este contexto fue natural que Flekkefjord pasara de ser un refugio de los contrabandistas y se convirtió en el cuartel general de los corredores de bloqueo. Las mareas inusuales en esta zona, desconocidas por los buques de guerra británicos que bloquearon la costa de Noruega para impedir el acceso de los barcos que apoyaron a Napoleón, les otorgó a los rompedores del bloqueo una  ventaja importante.
Después de la guerra los neerlandeses mantuvieron una presencia importante en Flekkefjord, y continuaron exportando roble y pino. El pino era utilizado principalmente para construir cimientos dado el boom de construcciones de casas en Ámsterdam; por lo tanto la mayoría de las casas de Ámsterdam del siglo XIX son construidas con madera de pino de Flekkefjord. Un barrio de Flekkefjord denominado ‘Hollenderbyen’ (pueblo de los holandeses) se remonta al siglo XVIII.
Xenotima, un mineral raro de fosfato de ytrio cuya fórmula química es YPO4, fue descubierto en 1832 en Hidra (Hitterø), Flekkefjord.